# Xizicus ryabovi
Xizicus ryabovi är en insektsart som beskrevs av Andrej Vasiljevitj Gorochov 2005. Xizicus ryabovi ingår i släktet Xizicus och familjen vårtbitare. Inga underarter finns listade i Catalogue of Life.